# Guglielmo Plüschow
Pour les articles homonymes, voir Plüschow.
Wilhelm von Plüschow, dit Guglielmo Plüschow, né le 18 août 1852 à Wismar et mort le 3 janvier 1930 à Berlin, est un photographe allemand qui s’établit durablement en Italie où il se consacre à la photographie de jeunes gens (en particulier de jeunes garçons). Il est le cousin de Wilhelm von Gloeden, qui excelle lui aussi, un peu plus tard, dans la photographie de nus masculins, et éclipse la notoriété de Plüschow. De nos jours l’œuvre de Plüschow est reconnue, bien qu’elle reste généralement quelque peu inférieure à celle de Gloeden dans la qualité des éclairages et des poses des modèles.

## Biographie
Peu de choses sont connues de l’enfance de Plüschow. Cadet d’une famille de sept frères et sœurs, son père, Friedrich Carl Eduard Plüschow, est un fils illégitime du Grand-duc héritier Frédéric-Louis de Mecklembourg-Schwerin.
Au début des années 1870, il s’établit à Rome et change son prénom allemand en son équivalent italien « Guglielmo ». Tout d’abord marchand de vin, il se tourne rapidement vers la photographie de nus masculins et féminins. Plus tard il travaille aussi à Naples ; parmi d’autres contrats, il est chargé de photographier Nino Cesarini, le jeune amant du baron Jacques d'Adelswärd-Fersen qui réside dans la villa Lysis à Capri. L’un des plus fameux modèles de Plüschow est Vincenzo Galdi, probablement un de ses amants. Galdi devient plus tard lui aussi photographe de nus et propriétaire d’une galerie d’art.

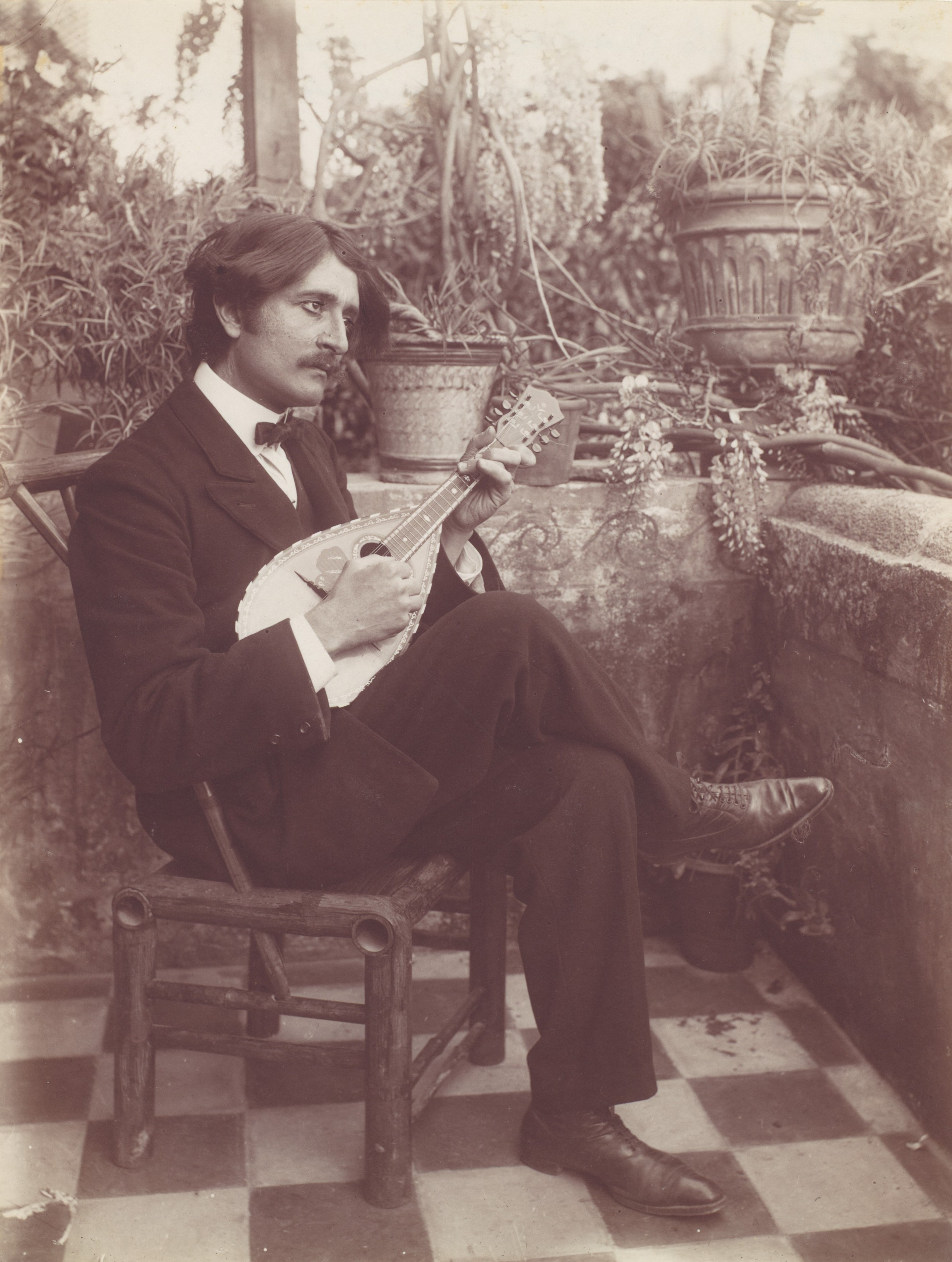
Plüschow à Taormine vers 1890-1895

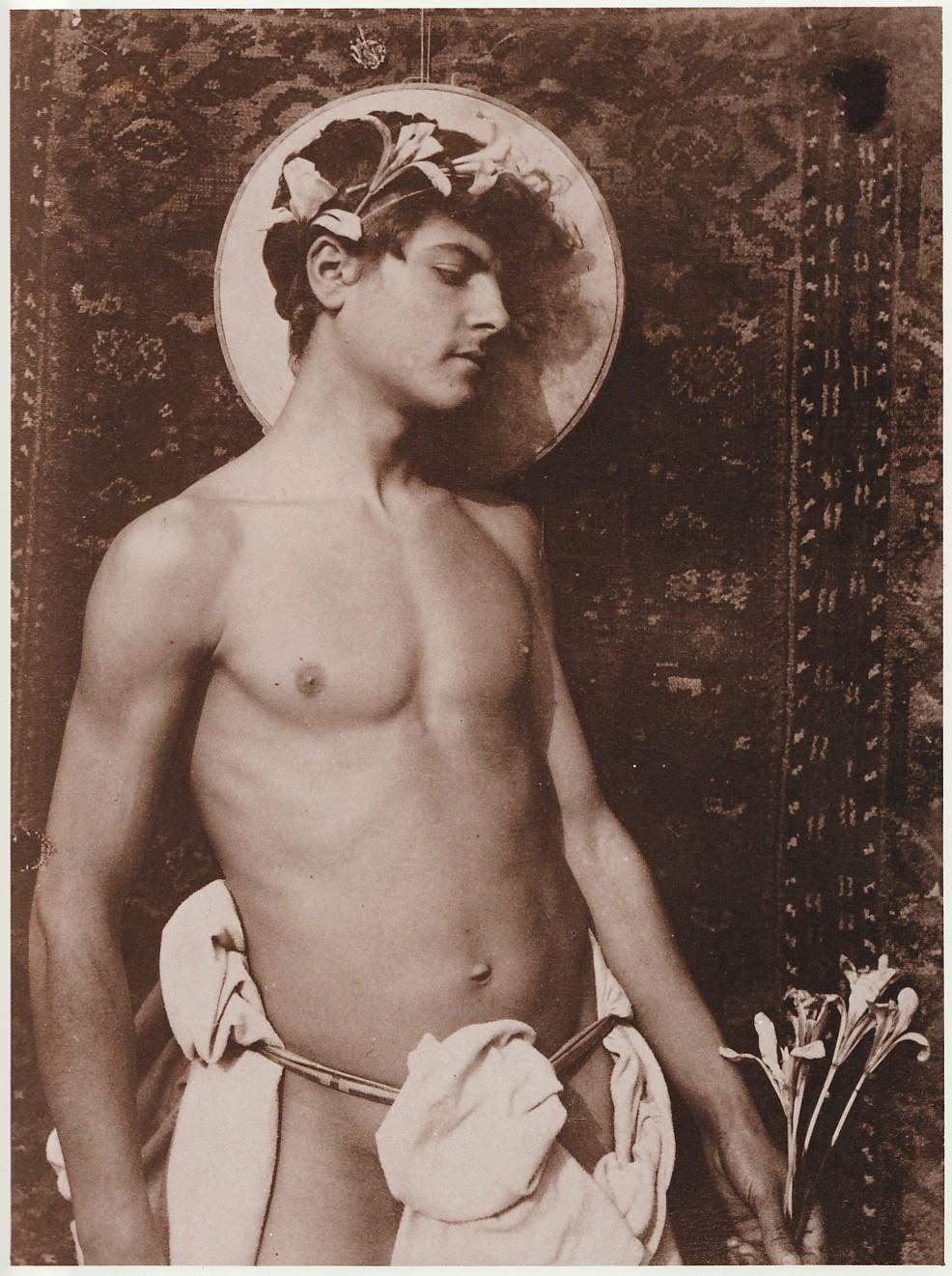
Le martyr chrétien, une des photographies les plus célèbres de Plüschow

En 1902, Plüschow qui est pédéraste comme Gloeden est inculpé de corruption de mineur, diffusion de photos érotiques et passe huit mois en prison. Une autre affaire intervient en 1907, si bien que Plüschow décide en 1910 de quitter l’Italie et de regagner Berlin pour sa tranquillité.
De nos jours encore, certaines œuvres de Plüschow ou de son assistant Galdi sont attribuées à Wilhelm von Gloeden. La proximité de l’époque, des sujets et du style explique cette confusion.